# Pieprz

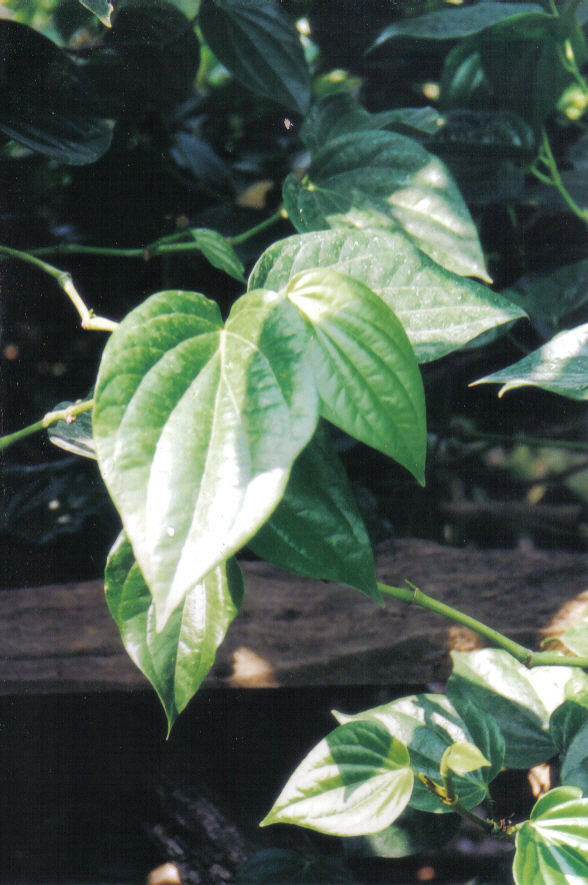
Pieprz żuwny, betel Piper betle

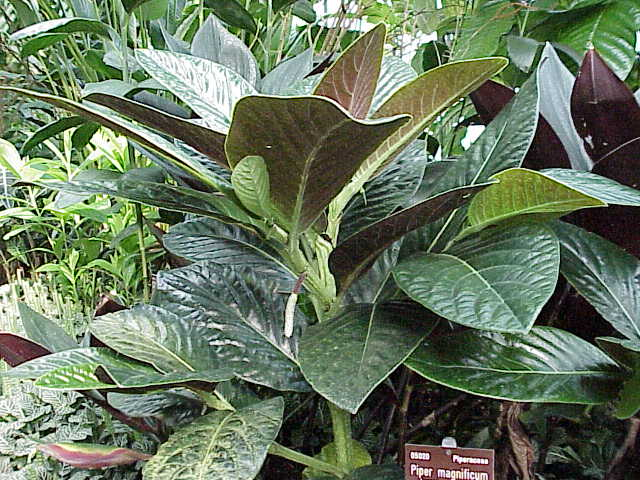
Piper magnificum

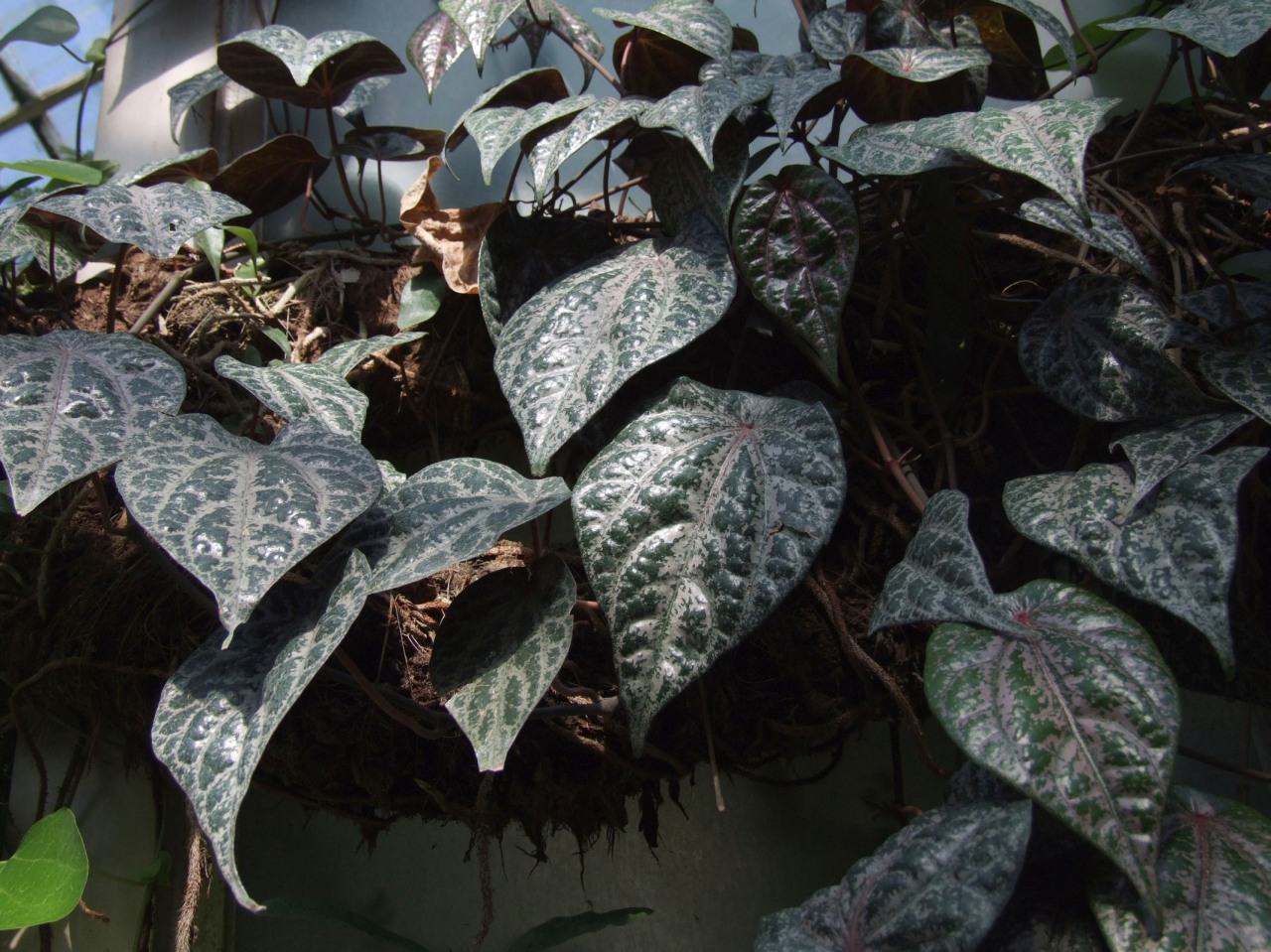
Pieprz ozdobny

Pieprz (Piper L.) – rodzaj roślin z rodziny pieprzowatych (Piperaceae). Należą do niego liczne gatunki (według niektórych klasyfikacji ponad 700) występujące na obszarach o klimacie równikowym i zwrotnikowym. Są to pnącza ciepłolubne i wymagające wysokiej wilgotności powietrza, zwłaszcza formy o liściach pstrych. Największe znaczenie użytkowe ma pieprz czarny, z owoców którego wytwarzana jest popularna przyprawa. Jest on gatunkiem typowym. Łacińska nazwa Piper pochodzi od hinduskiego określenia na pieprz – pippali.

## Morfologia i biologia
Są to głównie rośliny zielne (wiele jest pnączy), a także krzewy i drzewa. Mają drobne kwiaty zebrane w kwiatostany, owocami są pestkowce lub jagody. Owoce większości gatunków zawierają olejki eteryczne oraz alkaloid piperynę o ostrym, piekącym smaku. Liście całobrzegie, ciemnozielone o kształcie od lancetowatego do sercowatego.

## Systematyka
Synonimy
Anderssoniopiper Trel., Artanthe Miq., Chavica Miq., Discipiper Trel. & Stehlé, Lepianthes Raf., Lindeniopiper Trel., Macropiper Miq., Ottonia Spreng., Pleiostachyopiper Trel., Pleistachyopiper Trel., Pothomorphe Miq., Trianaeopiper Trel.
Pozycja systematyczna według APweb (aktualizowany system APG IV z 2016)
Rodzaj Piper należy do podrodziny Piperoideae w rodzinie pieprzowatych (Piperaceae) i jest taksonem siostrzanym dla rodzaju peperomia (Peperomia). Rodzina jest z kolei siostrzaną dla kokornakowatych (Aristolochiaceae) i wraz z nią należy do rzędu pieprzowców (Piperales), jednego z czterech w grupie magnoliowych (Magnolioidae) w obrębie okrytonasiennych..
Pozycja w systemie Reveala (1999)
Gromada okrytonasienne (Magnoliophyta Cronquist), podgromada Magnoliophytina Frohne & U. Jensen ex Reveal, klasa Piperopsida Bartl., podklasa pieprzowe (Piperidae Reveal), nadrząd Piperanae Reveala, rząd pieprzowce Piperales Dumort., rodzina pieprzowate (Piperaceae C. Agardh), podrodzina Piperoideae Arn., plemię  Pipereae Miq., rodzaj pieprz (Piper L.).
Wykaz gatunków
Wybrane gatunki
- pieprz czarny (Piper nigrum L.)
- pieprz długi (Piper longum L.)
- pieprz gwinejski(inne języki), p. Aszantów, p. czerwony (Piper guineense Schumacher & Thonn.)
- pieprz kubeba, p. szypułkowy (Piper cubeba L. f.)
- pieprz metystynowy, p. kawa-kawa (Piper methysticum G. Forst.)
- pieprz ozdobny(inne języki) (Piper ornatum N.E. Br.)
- pieprz żuwny, p. betelowy (Piper betel L.)

## Zastosowanie
- Pieprz czarny jest najpopularniejszą przyprawą na świecie[4]. W średniowieczu był przyprawą królów i magnatów. Płacono za niego czystym złotem. Po opłynięciu Afryki przez Portugalczyków i otwarciu drogi morskiej do Indii w końcu XV wieku, jego cena gwałtownie spadła. Obecnie pieprz na szeroką skalę uprawiany jest głównie w Wietnamie, Indiach, Indonezji, Kambodży, Brazylii i na Madagaskarze[4].
- Liście pieprzu betelowego i metystynowego są używane do żucia.
- Niektóre gatunki są uprawiane jako rośliny ozdobne (np. pieprz ozdobny(inne języki)).
- Od słowa "pieprz" pochodzi nazwa piernik, który to po dziś dzień aromatyzuje się pieprzem czarnym (dawniej również pieprzem kubeba i pieprzem długim)[4].